# Canton de Reims-5
Le canton de Reims-5 est une circonscription électorale française située dans le département de la Marne et la région Grand Est.

## Géographie
Ce canton est organisé autour de Reims dans l'arrondissement de Reims. Son altitude varie de 71 m (Saint-Brice-Courcelles) à 141 m (Bétheny).

## Histoire
Le canton de Reims-V (#Reims5) est créé par décret du 13 juillet 1973 réorganisant les cantons de Reims.
Par décret du 21 février 2014, le nombre de cantons du département est divisé par deux, avec mise en application aux élections départementales de mars 2015. Le canton de Reims-5 est conservé et voit ses limites territoriales remaniées.

## Représentation

### Représentation avant 2015
| Période | Période | Identité          | Étiquette           | Qualité                                                      |
| ------- | ------- | ----------------- | ------------------- | ------------------------------------------------------------ |
| 1973    | 1982    | Claude Lamblin    | PCF                 | Instituteur Maire de Reims (1977-1983)                       |
| 1982    | 1994    | Hubert Carpentier | PS                  | Professeur Conseiller régional Conseiller municipal de Reims |
| 1994    | 2001    | François Legrand  | Écologiste puis DVD | Attaché parlementaire Conseiller municipal de Reims          |
| 2001    | 2015    | Éric Quénard      | PS                  | Juriste Premier adjoint de Reims (2008-2014)                 |

### Représentation après 2015
| Période élective | Période élective | Mandat | Mandat   | Identité              | Nuance | Nuance | Qualité |
| ---------------- | ---------------- | ------ | -------- | --------------------- | ------ | ------ | --- |
| 2015             | 2021             | 2015   | 2021     | Raphaël Blanchard     |        | LR     | Etudiant, conseiller municipal de Reims                                                                            |
| 2015             | 2021             | 2015   | 2021     | Amélie Savart         |        | UDI    | Employée, conseillère municipale de Bétheny                                                                        |
| 2021             | 2028             | 2021   | en cours | Raphaël Blanchard     |        | DVD    | Conseiller sortant vice-président chargé du Sport, adjoint au maire de Reims chargé de la Ville Active et Sportive |
| 2021             | 2028             | 2021   | en cours | Marie-Thérèse Simonet |        | LR     | Directrice d'école maternelle Ancienne adjointe au maire de Reims                                                  |

### Résultats détaillés

#### Élections de mars 2015
À l'issue du 1er tour des élections départementales de 2015, deux binômes sont en ballottage : Élisabeth de Lavedan et Jean-Claude Philipot (FN, 33,94 %) et Raphaël Blanchard et Amélie Savart (Union de la Droite, 26,66 %). Le taux de participation est de 45,33 % (7 221 votants sur 15 930 inscrits) contre 48,93 % au niveau départemental et 50,17 % au niveau national.
Au second tour, Raphaël Blanchard et Amélie Savart (Union de la Droite) sont élus avec 58,82 % des suffrages exprimés et un taux de participation de 44,13 % (3 659 voix pour 7 029 votants et 15 928 inscrits).

#### Élections de juin 2021
Le premier tour des élections départementales de 2021 est marqué par un très faible taux de participation (33,26 % au niveau national). Dans le canton de Reims-5, ce taux de participation est de 21,92 % (3 547 votants sur 16 181 inscrits) contre 28,76 % au niveau départemental. À l'issue de ce premier tour, deux binômes sont en ballottage : Raphaël Blanchard et Marie-Thérèse Simonet (LR, 35,67 %) et Dominique Landmann et Élisabeth Vandendriessche (RN, 25,86 %).
Le second tour des élections est marqué une nouvelle fois par une abstention massive équivalente au premier tour. Les taux de participation sont de 34,36 % au niveau national, 29,32 % dans le département et 23,85 % dans le canton de Reims-5. Raphaël Blanchard et Marie-Thérèse Simonet (LR) sont élus avec 69,16 % des suffrages exprimés (2 480 voix pour 3 859 votants et 16 181 inscrits),,. 

## Composition

### Composition de 1973 à 2015

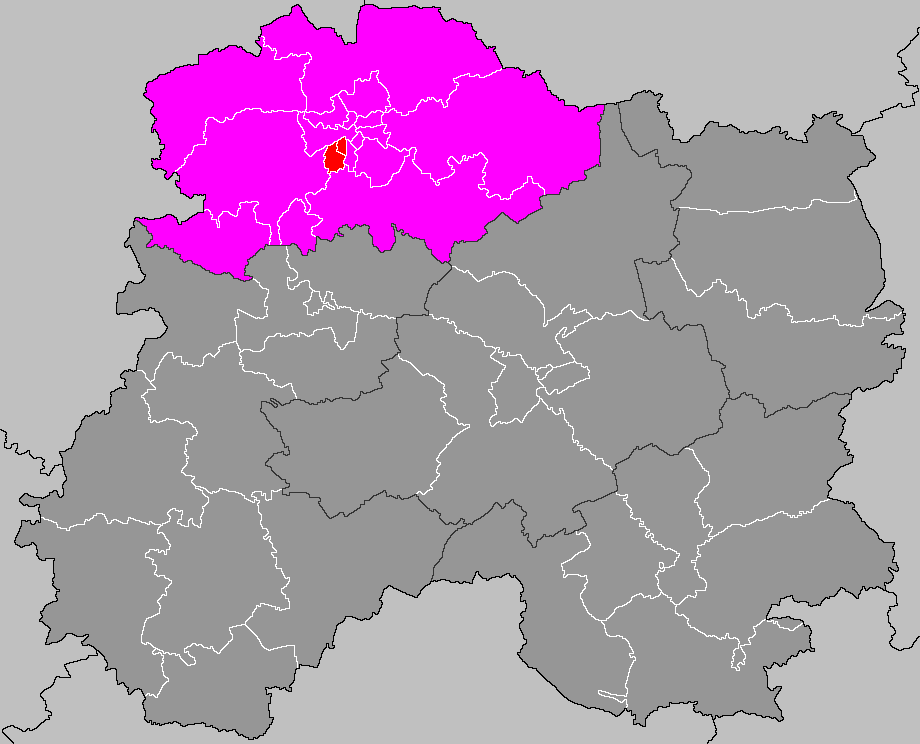
Situation du canton de Reims-5 dans le département de la Marne avant 2015.

Lors de sa création, le canton de Reims-V est composé de :
- la commune de Bezannes ;
- la portion de territoire de la ville de Reims déterminée par l'axe des voies ci-après : chemin départemental n° 6, rue François-Mauriac, rue François-Dor, avenue d'Épernay côté pair à partir de la rue François-Dor et les limites de Reims et de la commune de Bézannes.

### Composition depuis 2015
Le canton est désormais composé de :
1. deux communes entières,
2. la partie de la commune de Reims située au nord d'une ligne définie par l'axe des voies et limites suivantes : depuis la limite territoriale de la commune de Saint-Brice-Courcelles, ligne de chemin de fer, rue Saint-Charles, passerelle Saint-Charles, avenue Brébant, boulevard Charles-Arnould, boulevard Albert-Ier, rue Saint-Thierry, chemin des Trois-Fontaines, place des Trois-Fontaines, jusqu'à la limite territoriale de la commune de Saint-Brice-Courcelles.

| Nom                           | Code Insee | Intercommunalité | Superficie (km2) | Population (dernière pop. légale)                 | Densité (hab./km2) | Modifier                                    |
| ----------------------------- | ---------- | ---------------- | ---------------- | ------------------------------------------------- | ------------------ | ------------------------------------------- |
| Reims (bureau centralisateur) | 51454      | CU Grand Reims   | 46,90            | Fraction : 13 477 (2022) Commune : 178 478 (2022) | 3 806              | modifier les données · modifier les données |
| Bétheny                       | 51055      | CU Grand Reims   | 19,90            | 7 030 (2022)                                      | 353                | modifier les données · modifier les données |
| Saint-Brice-Courcelles        | 51474      | CU Grand Reims   | 4,16             | 3 546 (2022)                                      | 852                | modifier les données · modifier les données |
| Canton de Reims-5             | 5115       |                  |                  | 24 053 (2022)                                     |                    | modifier les données                        |

## Démographie

### Démographie avant 2015
| 1975 | 1982 | 1990   | 1999   | 2006   | 2011   | 2012   |
| ---- | ---- | ------ | ------ | ------ | ------ | ------ |
| -    | -    | 23 462 | 22 257 | 21 620 | 20 740 | 20 520 |

### Démographie depuis 2015
En 2022, le canton comptait 24 053 habitants, en évolution de −3,22 % par rapport à 2016 (Marne : −1,19 %, France hors Mayotte : +2,11 %).
| 2013   | 2018   | 2022   |
| ------ | ------ | ------ |
| 24 398 | 24 554 | 24 053 |